# Джарлы
Джарлы (устар. Жарлы) — река в России и Казахстане, протекает по Костанайской и Оренбургской областях. Является правым притоком Большого Кумака. Длина реки около 100 км, вместе с истоками (Большой/Малый Жиланды) — 110 км. Площадь водосборного бассейна — 3230 км².
Берёт начало в Костанайской области Казахстана при слиянии сезонных водотоков Большой Жиланды и Малый Жиланды.
Название связывают с каз. жар — «яр, берег, обрыв» и каз. -лы — суффикс прилагательного и переводят как «обрывистая».

## Притоки
- 9 км: Карагачка
- 17 км: Кийма
- 35 км: Аршалы
- 48 км: Акташка
- 53 км: Жангызагаш
- 71 км: Жанаспай
- 80 км: Жарбутак
- 93 км: Тасыбайсай

## Данные водного реестра
По данным государственного водного реестра России относится к Уральскому бассейновому округу, водохозяйственный участок реки — Урал от Ириклинского гидроузла до города Орск. Речной бассейн реки — Урал (российская часть бассейна).
Код водного объекта в государственном водном реестре — 12010000412112200003062.